# 菲律宾的贪污腐败
菲律宾深受贪污腐败之苦，这种情况在西班牙殖民时期开始发展起来。根据GAN Integrity于2020年5月更新的菲律宾腐败报告，菲律宾在公民生活的许多方面和各个部门都面临了许多腐败和犯罪事件。这种风险在整个州的司法系统、警察服务、公共服务、土地管理和自然资源中相当猖獗。菲律宾贪污腐败的例子包括贪污、贿赂、徇私舞弊、裙带关系、有罪不罚、勒索、欺诈、逃税、缺乏透明度、法律和政府政策执行不力，以及一贯缺乏对人权的支持等。